# Ion Plăcințeanu
Ion Plăcințeanu (n. 2 februarie 1893, Dorohoi – d. 1960, Gherla) a fost un matematician român, profesor universitar la Universitatea din Iași.

## Biografie
Ion Plăcințeanu a urmat cursurile medii la Liceul Codreanu din Bârlad și apoi la Liceul Național din Iași, absolvind ca șef de promoție. A urmat Facultatea de Științe a Universității din Iași secția matematică-chimie și a fost licențiat în matematică în 1914.
În timpul Primului Război Mondial a fost ofițer de front în Armata Romană, activând, din 1917, la Serviciul Geografic al Armatei.
După demobilizare devine profesor de matematică de liceu în Iași și asistent universitar de Mecanică, iar din 1919 și asistent la Observatorul Astronomic din Iași.
În 1921 pleacă în Germania pentru a face acolo doctoratul, unde îi cunoaște și se împrietenește cu cei mai de seamă fizicieni ai vremii. În 1926 susține doctoratul la Göttingen avându-l conducător pe Werner Heisenberg.
Întors în țară a fost numit conferențiar suplinitor la catedra de Optică teoretică a Universității din Iași iar după obținerea docenței în fizică matematică la 1 decembrie 1930 conferențiar definitiv.
La 1 iulie 1932 a fost numit profesor agregat la catedra de Fizică matematică a Facultății de Științe a Universității Iași. Propus profesor titular la 1 iulie 1935, primește decretul de numire abia la 1 februarie 1937. Din 1 iulie 1938 ocupă catedra de Mecanică atât la Universitatea din Iași cât și la Politehnica de acolo. În acest timp ajunge și director la Observatorul Astronomic Iași.
A fost membru al Academiei de Științe din România.
Participă în calitate de ofițer de Stat Major la cel de-Al Doilea Război Mondial, unde se distinge și, la fel ca în Primul Război Mondial, primește mai multe decorații.
După demobilizare se întoarce la Universitatea Iași ca profesor universitar, dar, datorită vremurilor tulburi, se mută la București ca profesor universitar la Academia Militară.
În 1959 este arestat împreună cu nepotul său Gheorghe (Ginel) Plăcințeanu și cu alți intelectuali de marcă (din același lot cu cei doi Plăcințeanu au făcut parte prieteni ai lor: Vasile Voiculescu, Dinu Pillat, Sandu Lăzărescu, Constantin Noica și Păstorel Teodoreanu, acesta din urmă fiind pus curând în libertate pentru a fi folosit în procesul contra lui Ginel Plăcințeanu) și este condamnat la 10 ani de închisoare, din care nu face decât puțin mai mult de un an deoarece, în preajma Crăciunului anului 1960, este asasinat la Gherla. Cât timp a mai trăit la închisoarea din Gherla, soției sale Georgeta, fratelui său Gheorghe Plăcințeanu și surorii sale Ecaterina nu le-a fost comunicat locul de detenție, nu a avut voie să primească vizite și nici măcar pachete.

## Distincții
- Ordinul Meritul Cultural, în gradul de Cavaler cl. II, pentru știință (1 februarie 1943)[2]